# Mycomya midea
Mycomya midea är en tvåvingeart som beskrevs av Vaisanen 1984. Mycomya midea ingår i släktet Mycomya och familjen svampmyggor.
Artens utbredningsområde är North Carolina. Inga underarter finns listade i Catalogue of Life.